# Misia Sert

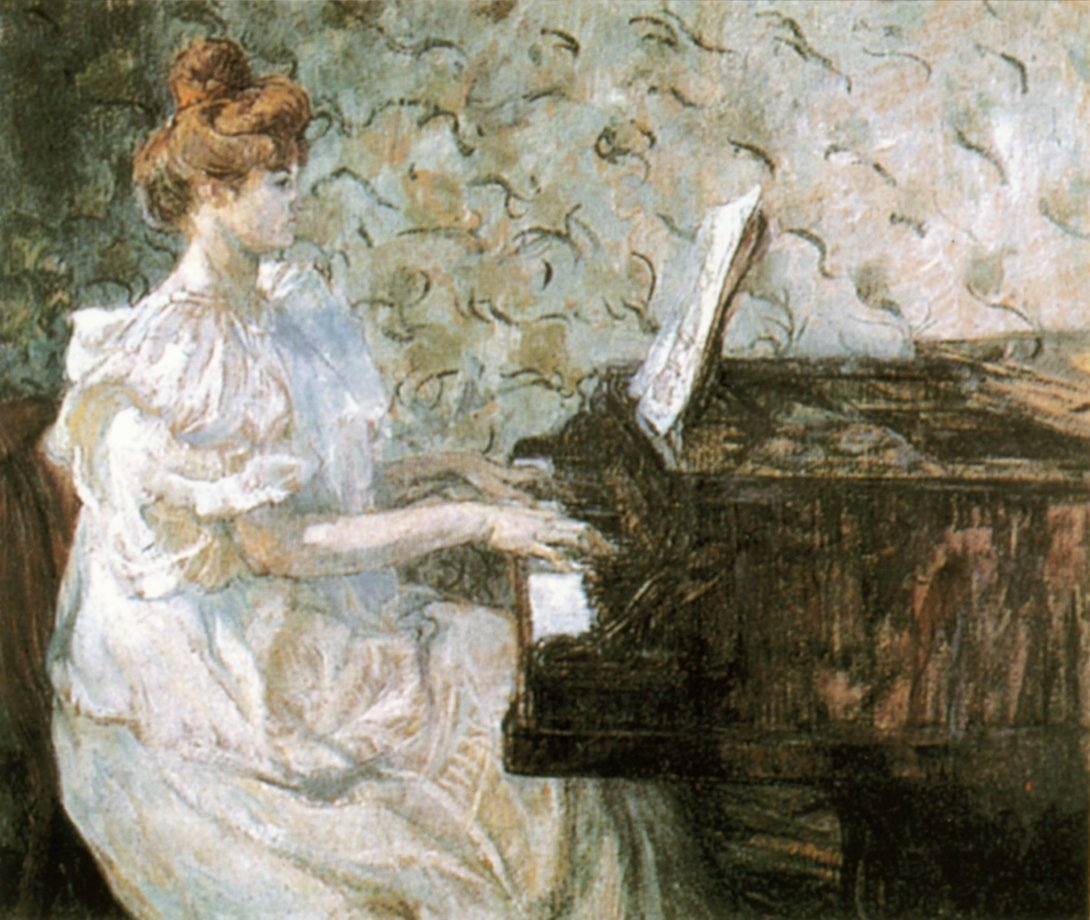
Henri Toulouse-Lautrec, Misia Natanson, 1897

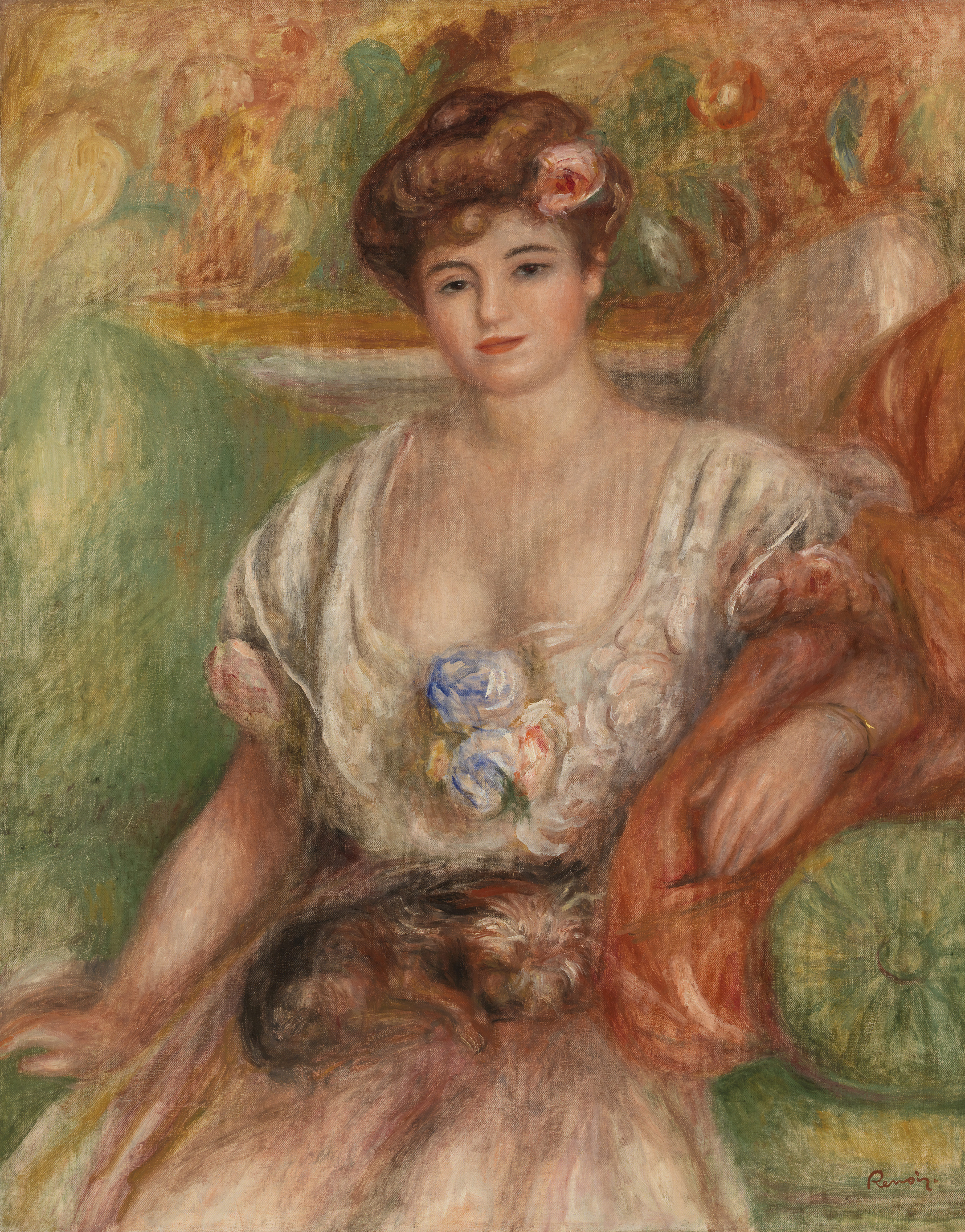
Auguste Renoir, Misia Sert

Misia Sert (* 30. März 1872 in Sankt Petersburg, Russisches Kaiserreich als Marie Sophie Olga Zénaïde Godebska; † 15. Oktober 1950 in Paris) war während der ersten Hälfte des 20. Jahrhunderts die Muse, Freundin und Förderin zahlreicher namhafter Künstler in Paris.

## Leben
Sie wurde unter dem Namen Marie Sophie Godebska in St. Petersburg geboren. Ihr Vater war der polnische Bildhauer Cyprian Godebski, ihre Mutter Sofia war die Tochter des belgischen Cellisten Adrien-François Servais. Da die Mutter bei der Geburt starb, verbrachte sie ihre Kindheit zunächst bei der Großmutter, Sophie, geb. Féguine, in Halle. Schon hier lernte sie als kleines Kind viele Künstler kennen und erhielt, musisch sehr begabt, Klavierunterricht.
Mit ihrem Vater und dessen neuer Frau, Matylda, geb. Rosen de la Frenaye, kam sie schließlich nach Paris und wurde für mehrere Jahre im Kloster von Sacré-Cœur untergebracht, aus dessen Enge sie mit 14 Jahren nach London floh. Kurze Zeit später kehrte sie nach Paris zurück und heiratete, gerade 15 Jahre alt, Tadeusz Natanson.
Jetzt fand sie wieder, was sie bei ihrer Großmutter kennengelernt hatte: ein offenes Haus für Künstler. Zu ihrem Freundeskreis zählten u. a. die Maler Henri de Toulouse-Lautrec, Pierre-Auguste Renoir und Pierre Bonnard, später auch Pablo Picasso. Sie machte Bekanntschaft mit den Schriftstellern Émile Zola, Marcel Proust, André Gide und Jean Cocteau, mit dem Sänger Enrico Caruso, mit den Musikern Claude Debussy, Maurice Ravel und Igor Strawinski. Es folgten weitere Freundschaften mit Künstlern aus der Welt des Theaters, des Balletts und der Mode, so z. B. mit Coco Chanel.
Misia Sert war eng mit Serge Diaghilev befreundet und an allen kreativen Aspekten der Ballets Russes beteiligt, von der Freundschaft mit den Tänzerinnen und Tänzern, über Ideen für Kostümdesigns, bis hin zur Choreographie. Im Laufe der Jahre stellte sie häufig Mittel für die finanziell angeschlagene Ballettkompanie zur Verfügung. Als Diaghilev im August 1929 im Sterben lag, war sie an seiner Seite und bezahlte, gemeinsam mit Coco Chanel, für seine Beerdigung.
1905 heiratete sie ein zweites Mal, und zwar den Millionär Alfred Edwards. Ihre Erfüllung fand Misia Sert ab 1908 als Mätresse und ab 1920 in ihrer dritten Ehe mit José María Sert, einem führenden Maler der spanischen Kunstszene, der wiederum heiratete 1927 mit ihrem Einverständnis die Georgierin Isabelle Roussadana Mdivani. Nach dessen Tod 1945 zog sie sich immer mehr aus dem gesellschaftlichen Leben zurück und verstarb am 15. Oktober 1950 in Paris.
Verewigt wurde sie in Romanen von Proust und Cocteau, auf einem Plakat von Toulouse-Lautrec für die Zeitschrift La Revue blanche und auf einigen Ölgemälden von Renoir, Félix Vallotton und Édouard Vuillard. Ravel widmete ihr La Valse.